# Stefan Kügel
Stefan Kügel (* 13. Dezember 1962 in Burgebrach) ist ein deutscher Schauspieler, Puppenspieler, Musiker, Bühnenautor und bildender Künstler.

## Leben
Kügel studierte Sport sowie Kunst im Lehramt und absolvierte eine Schreinerausbildung, bevor er sich hauptberuflich der Schauspielerei und speziell dem Puppentheater widmete. Er studierte dies u. a. bei Hartmut Lorenz, Ulrike Mierau und Karl Ludwig Otto an der Hochschule für Puppenspielkunst Berlin. Mit seiner Ehefrau Maria Seeberger (* 1964) renovierte er einen alten Bauernhof im fränkischen Heppstädt bei Erlangen und baute die Scheune zu einem Theater um, das 1990 als Theater Kuckucksheim eröffnet wurde. Das Paar lebt dort mit seinen sechs Kindern, fünf Söhnen und einer Tochter, die zwischen 1985 und 2002 zur Welt kamen. Das Programm des Theaters besteht hauptsächlich aus Eigenproduktionen in den Bereichen Schauspiel, Figurentheater sowie Kinder- und Jugendtheater. Auch international bekannte Künstler wie Oleg Popov oder Pippo Pollina waren dort zu Gast.
Seit 2000 arbeitet Kügel auch regelmäßig mit dem fränkischen Autor Helmut Haberkamm zusammen. Gemeinsam mit dem Erlanger Schauspieler Winni Wittkopp spielte Kügel in den Stücken Spatzfritz (2000), in Der fränkische Jedermoo von Fitzgerald Kusz und in den Haberkamm-Werken Die Schuddgogerer und No Woman, No Cry – Ka Weiber, ka G’schrei (Premiere 2001, mit Stefan Nast-Kolb). Auch mit dem Musiker und Regisseur Dietmar Staskowiak arbeitet Stefan Kügel regelmäßig seit 1994 zusammen.
Seit 2011 ist Kügel vermehrt auch als Kino- und Fernsehschauspieler tätig. Mit dem deutschen Spielfilm Dreiviertelmond hatte er an der Seite von Elmar Wepper erstmals einen Kinoerfolg und seit Februar 2013 spielt er die Hauptrolle des „Norbert Speckner“ in der Sitcom Die Speckners, die im Bayerischen Fernsehen ausgestrahlt wird. Neben der Schauspielerei ist er außerdem in vielen Theaterstücken auch als Sänger aktiv.
Stefan Kügel ist der jüngere Bruder des Film- und Fernsehschauspielers Thomas Kügel. Insgesamt hat er sechs Geschwister.

## Werke

### Theater
- 1990: Die Sonne und die Wende
- 1991: Murad bleibt mein Freund
- 1992: Pepi hat Schwein gehabt
- 1993: Mondendinge
- 1994: Niemand und Jemand
- 1994: Rumpelstielzchen
- 1995: Die erschröcklichen Abendteuer des Giuseppe Orsini
- 1996: Hans im Glück
- 1997: Das Apfelmännchen
- 1999: Goethes Faust
- 2000: Spatz Fritz
- 2000: Die Abenteuer des starken Wanja
- 2001: Der Fränkische Jedermann
- 2001: No Woman, No Cry – Ka Weiber, ka G’schrei
- 2001: Der Wolf und die sieben Geißlein
- 2002: Die Bettler Oper
- 2002: Der Schneemann
- 2003: Die g’schenkte Stund
- 2004: Ronja Räubertochter
- 2004: Hobb weidä
- 2005: Der letzte Zug
- 2005: Schuddgogerer
- 2006: Willy, der wilde Stier
- 2006: Woyzeck – Der Fall von Franz und Marie
- 2007: Olles Reise zu König Winter
- 2008: Die Ficht’n im Weier odder Vier Temperamente in voller Fahrt
- 2008: Geglückte Liebesmüh
- 2009: Jim Knopf und Lukas der Lokomotivführer
- 2010: Ein Hauch von Frühling
- 2011: Der Fränkische Jedermann
- 2012: Pettersson und Findus
- 2013: Der Räuber im Spritzenhaus

### Filmografie
- 2006–2011: Kanal Fatal
- 2011: Dreiviertelmond
- 2013: Die Speckners (Fernsehserie)
- 2015: Sedwitz (Fernsehserie)

### Diskografie
- 2003 Barfißi auf der Herdplattn (mit Winni Wittkopp)
- 2010 Ein Hauch von Frühling

## Preise und Auszeichnungen
- 1994: Abendzeitung-Stern des Jahres für Rumpelstilzchen
- 1996: Bürgerpreis der SPD Erlangen-Höchstadt
- 1998: Festivalpreis Podium Freie Szene Erlangen
- 2000: 1. Preis Kindertheater der Bayerischen Theatertage für Spatz Fritz
- 2001: Abendzeitung-Stern des Jahres für No Woman, No Cry – Ka Weiber, ka G’schrei
- 2002: Förderpreis der Bayerischen Theatertage, Erlangen für No Woman, No Cry – Ka Weiber, ka G’schrei
- 2002: Erster Preis für Kindertheater, Panoptikum-Festival, Augsburg
- 2004, 2023: Wolfram-von-Eschenbach Kulturförderpreis des Bezirks Mittelfranken
- 2012: Silberne Ehrenspange des Landkreises Erlangen – Höchstadt
- 2013: Künstler des Monats Juli
- 2023: Wolfram-Eschenbach-Preis[1]